# Hulewicz (herb szlachecki)

Herb według oryginalnego nadania

Herb według Ostrowskiego

Hulewicz – polski herb szlachecki z nobilitacji galicyjskiej i siewierskiej.

## Opis herbu
Istnieją przynajmniej dwa przekazy na temat kształtu tego herbu. Opisy zgodnie z klasycznymi regułami blazonowania:
Na tarczy dwudzielnej w pas, w polu górnym złotym – orzeł czarny z cyfrą JII (Józef II Habsburg) na piersi złotą; w dolnym czerwonym – trzy lilie złote 1,2. W klejnocie nad hełmem w koronie orzeł jak na tarczy. Labry prawe czarne podbite złotem, lewe czerwone podbite złotem.
Powyższa wersja herbu widniała na oryginalnych nadaniach. Juliusz Karol Ostrowski w swojej publikacji popełnił pomyłkę, dając orła dwugłowego, bez cyfry JII.

## Najwcześniejsze wzmianki
Nadany wraz z nazwiskiem nobilitacją galicyjską Jakubowi Michałowi Hulewicz von Lilienfeld, radcy galicyjskiego Sądu Szlacheckiego 10 stycznia 1785. Ten sam Jakub Michał otrzymał analogiczny herb wraz ze szlachectwem siewierskim od biskupa krakowskiego Kajetana Ignacego Sołtyka w 1781.

## Herbowni
Jedna rodzina herbownych (herb własny):
Hulewicz von Lilienfeld.